# Mechanolumineszcencia
A mechanolumineszcencia olyan fénykibocsátás (lumineszkálás), amelyet mechanikai hatás okoz.
Előidézhető ultrahanggal vagy más mechanikus behatással.

## A mechanolumineszcencia formái

### Fraktolumineszcencia
A fraktolumineszcencia  az a fizikai jelenség, amikor egy anyag törésekor fényt bocsát ki.
A fraktolumineszcenciát gyakran összetévesztik a tribolumineszcencia jelenségével, de itt nem az anyag dörzsölésekor, hanem az anyag eltörése során keletkezik fénykibocsátás, többnyire kristályoknál.

### Tribolumineszcencia
A tribolumineszcencia  az a fizikai jelenség, amikor egy anyag dörzsölésekor fényt bocsát ki.

### Piezolumineszcencia
Piezolumineszcencia a lumineszcencia egyik fajtája, amely akkor figyelhető meg, amikor egyes anyagok nem roncsoló nyomás hatására fényt bocsátanak ki.
A piezolumineszcencia jelensége elektronok, lyukak és ionizáló magok rekombinációs folyamata során jöhet létre.

### Szonolumineszcencia
A szonolumineszcencia hang hatására létrejövő fénykibocsátás.

## Története
Mechanikai hatás által okozott lumineszkálást (fénykibocsátást) sokan és régen is észleltek. Először Sir Francis Bacon írta le 1605-ben a mechanolumineszcencia jelenségét,
Sir Francis Bacon sötétben egy cukortömböt vágott ketté egy késsel, és halvány fényjelenséget figyelt meg. Egyes anyagok eltörésekor, elvágásakor, beleharapásakor halvány fényjelenség figyelhető meg. Megfigyelhető, ha kemény cukorkába harapunk, akkor halvány fény látható, mely egy mechanolumineszcens jelenség.
A Nature 2006. novemberi számában számoltak be arról, hogy nagyenergiájú ultrahanggal cukoroldatban és más szerves kristálynál 1000-szer nagyobb intenzitású fénykibocsátást értek el, mint töréskor vagy harapáskor.
A Rani Durgawati University (India) kutatói  NaCl, NaBr, KCl és KBr kristályokat gerjesztettek 50 us időtartamú nyomásimpulzusokkal. A kristályok a hőmérséklet függvényében mechanolumiszcens fénykibocsátást mutattak.
A University of Illinois kutatói a mechanolumineszcens jelenségek atomi és molekuláris spektrumát vizsgálták különféle szilárd anyagok mechanikai terhelésekor.